# 龍膺
龍膺（1560年—1622年），字君善，又字君御，號朱陵，湖廣常德府武陵縣人，軍籍，明朝政治人物。

## 生平
萬曆四年（1576年）湖廣鄉試第六十八名舉人，萬曆八年（1580年）庚辰科會試第九十名，三甲二十二名進士。都察院觀政，初授徽州推官，与汪道昆、屠纬真、李本宁、俞羡长诸名流，结白榆社，十四年考察降用，十六年改任温州府学教授，十七年升国子监博士，二十年迁禮部祠祭司主事，二十一年京察降用，謫两淮运判，二十二年充应天乡试同考官，本年升鞏昌府通判，二十四年叙西川剿虏功，升府同知管事，二十五年叙西宁明沙功，升俸一级。二十六年遷南京戶部员外郎，二十七年升郎中。二十八年叙剿松虏功，升俸一级。三十年丁父憂。三十三年起补户部郎中，三十四年八月升陕西按察司佥事，备兵甘州，三十五年丁母忧归，三十八年七月復除陕西屯田佥事，三十九年升西宁道参议，加升副使，四十一年拾遺。四十四年除山西右参政，四十五年九月升左参政，天啓元年（1621年）六月升南京太常寺卿。
龍膺是著名戲劇家，作有《金門記》和《藍橋記》。

## 家族
曾祖龍珣，贈南京兵部主事；祖父龍翔霄，曾任知府進階中議大夫資治尹；父龍德孚（1531年-1602年），字伯貞，號渠陽，又號玄扈，又自称嬾龍生，嘉靖戊午舉人，曾任貢士，历任卫辉府推官、宁波府同知、南京户部员外郎，贈户部郎中。母親唐氏（1533年-1607年），封宜人。兄龍襄，字君超，万历十年舉人，官知州。弟龍京。